# Xiaohan
Xiǎohán (pīnyīn), Shōkan (rōmaji) eller Sohan (romaja) (kinesiska och japanska: 小寒; koreanska: 소한; vietnamesiska: Tiểu hàn; bokstavligen ”lilla kölden”) är den tjugotredje solarperioden i den traditionella östasiatiska lunisolarkalendern (kinesiska kalendern), som delar ett år i 24 solarperioder (節氣). Xiaohan börjar när solen når den ekliptiska longituden 285°, och varar till den når longituden 300°. Termen hänvisar dock oftare till speciellt den dagen då solen ligger på exakt 285° graders ekliptisk longitud. I den gregorianska kalendern börjar xiaohan vanligen omkring den 5 januari och varar till omkring den 20 januari.